# Walentina Gennadijewna Nikonowa
Walentina Gennadijewna Nikonowa (russisch Валентина Геннадьевна Никонова; * 5. März 1952 in Kasan, Russische SFSR) ist eine ehemalige sowjetische Florettfechterin.

## Erfolge
Walentina Nikonowa wurde 1973 in Göteborg im Einzel Weltmeisterin und gewann mit der Mannschaft außerdem die Silbermedaille. 1974 folgte in Grenoble dann der Titelgewinn in der Mannschaftskonkurrenz. Bei den Olympischen Spielen 1976 in Montreal erreichte sie gemeinsam mit Olga Knjasewa, Nailja Giljasowa, Jelena Nowikowa und Walentina Sidorowa ungeschlagen das Finale, in dem auch Frankreich mit 9:2 bezwungen wurde, und wurde damit Olympiasiegerin.